# Cornel West
Cornel Ronald West (født 2. juni 1953) er en amerikansk filosof, akademiker, aktivist og forfatter samt fremstående medlem af Democratic Socialists of America. West er søn af en baptistpræst, er dimitteret fra Harvard University og har en doktorgrad fra Princeton University fra 1980. Han blev dermed den første afroamerikaner til at tage eksamen fra Princeton med en Ph.D i filosofi.
1. ↑  Navnet er anført på engelsk og stammer fra Wikidata hvor navnet endnu ikke findes på dansk.